# ひゅ〜ストン
『ひゅ〜ストン』（北米タイトル:Kersploosh!、欧州タイトル:Splash or Crash）は、ポイソフトより2011年6月7日に配信を開始したニンテンドー3DS用ゲームソフト。日本国外では任天堂から発売されている。

## 概要
井戸に投げ込まれて落下する石や鉄球等を操作し、井戸の底のゴールを目指すアクションゲーム。井戸の中には様々な障害物のほか、通過するとブースト（落下速度上昇）するドーナツ、割るとHP（耐久度）が回復する風船などがある。落下中に障害物や井戸の壁面に当たるとHPが減少し、0になるとゲームオーバーになる。
すれちがい通信を用いて他のユーザーと成績（クリアタイム）の交換が可能。

## 石の種類
本作では、井戸に投げ込むものを全て「石」と表現している。石とゴムボール以外は特定条件を満たす事によって出現する。
石
最もスタンダードな石。HP100、ブースト3、スピード5。
ゴムボール
弾力性があるためゲームオーバーにならない。ブースト7、スピード1。
鉄球
大きいが頑丈なため非常に壊れにくい。HP999、ブースト10、スピード2。
宝石
サイズが小さく壊れやすい。HP80、ブースト2、スピード8。
マトリョーシカ
ダメージを受けるごとに小さくなっていき、スピードが上昇する。5回ダメージを受けるとゲームオーバーで、風船を割っても回復しない。ブースト3、スピード6。
木魚
ダメージを受けると専用の音が鳴る。HP500、ブースト7、スピード4。
スイカ
サイズが大きく壊れやすい。HP200、ブースト8、スピード3。
皿
独特の形状をしている。HP300、ブースト6、スピード7。
たまご
小さくて速いが、もろい。HP50、ブースト5、スピード9。
毒薬
液体ではあるが「石」として扱われる。障害物にぶつかると即ゲームオーバーとなる。HP1、ブースト3、スピード10。